# Полтинин, Михаил Петрович
Михаи́л Петро́вич Полти́нин (?—?) — генерал-лейтенант русской армии, участник заграничного похода, Русско-персидской, Русско-турецкой и Кавказской войн, георгиевский кавалер.

## Биография
Михаил Полтинин происходил из дворян Тверской губернии. Сын прапорщика. В 1813 году поступил в Дворянский полк при 2-м кадетском корпусе.
8 (20) августа 1814 года Полтинин был произведён в первый офицерский чин ― прапорщика и направлен в Нашебургский (Нотебургский) пехотный полк, в составе которого в том же году участвовал в заграничном походе русской армии (Война шестой коалиции). В 1816 году был произведён в подпоручики. До 1818 года находился во Франции в составе русского оккупационного корпуса генерал-адъютанта графа М. С. Воронцова в 1-й бригаде 9-й пехотной дивизии.
По возвращении в 1818 году из Франции Полтинин в составе своей части был направлен на Кавказ. В 1820 году получил чин поручика, в следующем 1821 ― штабс-капитана, а в 1824 ― капитана. 6 (18) ноября 1826 года за Алазанью участвовал в разгроме джарцев, совершивших набег на грузинские земли. Во время Русско-персидской войны (1826—1828) участвовал в занятии 14 (26) октября 1827 года без боя отрядом генерал-лейтенанта Г. И. Эристова Тавриза.
Во время Русско-турецкой войны (1828—1829) Полтинин участвовал во взятии 28 августа (9 сентября) 1828 года Баязета и 8 (20) сентября ― Диадина. С 20 июня (2 июля) по 21 июня (3 июля) 1829 года принимал участие в «кровавой» обороне Баязета. Особо отличился во второй день обороны города. Удержав свою позицию с двумя ротами (по А. Л. Гизетти ― с одной) Нашебургского полка от натиска многочисленного противника, он тут же повёл их в контратаку и «без выстрела, холодным оружием» выбил турок из шанца одной из высот, отбитых ими у русских в первый день штурма. При обороне Баязета он получил контузию в голову от отколовшегося от удара неприятельского пушечного ядра камня. За боевые отличия в двухдневной обороне Баязета Полтинин в том же году был произведён в майоры и награждён орденом Св. Георгия 4-й степени. В том же году он участвовал во взятии Муша.
По окончании турецкой войны Полтинин со своей частью был переведён на Черноморскую кордонную линию. Там он нёс кордонную службу и принимал участие в экспедициях против закубанских черкесов. В 1830 году участвовал в походе против абадзехов и шапсугов. В 1831 году ему был присвоен чин подполковника. По расформировании в 1834 году Нашебургского полка Полтинин был назначен командиром Черноморского линейного № 3 батальона. В том же году участвовал в десантной экспедиции при устьях Джубги и Пшады, во время которой получил пулевое ранение в левое бедро на вылет. В 1836 году Полтинин был произведён в полковники и в том же году участвовал в карательной экспедиции против натухайцев для истребления их аулов, где получил пулевое ранение в поясницу.
В 1837 году Полтинин был назначен командиром Навагинского пехотного полка и зимой (1837―1838) вновь участвовал в походе против натухайцев, за боевые отличия в котором был награждён золотой полусаблей с надписью «За храбрость». В 1839 году участвовал в десанте для занятия устья реки Субаш.
13 (25) мая 1841 года Полтинин был произведён генерал-майоры и направлен на Северо-восточный Кавказ для борьбы с Северо-Кавказским имаматом Шамиля. 15 (27) мая того же года участвовал в штурме Хубарских высот (при селении Хубар) в горном Дагестане. В мае―июне 1842 года участвовал в Ичкеринской экспедиции. В 1844 году назначен командиром 1-й бригады 20-й пехотной дивизии и в том же году принимал участие в возведении крепости Воздвиженской (в 5 вёрстах от Атаги, Чечня). 1 (13) октября во время рейда для истребления Гелен-Гойтинских селений, откуда совершались набеги чеченцев на русский отряд в Воздвиженской, Полтинин был ранен пулей в грудь (или левый бок). В следующем 1846 году он был назначен командиром 1-й бригады 19-й пехотной дивизии и в том же году участвовал в экспедиции против чеченцев.
В 1849 году Полтинин был назначен для особых поручений при главнокомандующем Отдельным Кавказским корпусом (с 1857 года ― Кавказская армия) с зачислением по армейской пехоте. 6 (18) декабря 1851 года произведён в генерал-лейтенанты.
Умер Полтинин в отставке (ушёл в неё не ранее 1862 г.).

## Характеристика личности
Михаил Полтинин был крепкого телосложения и здоровья. Так по воспоминаниям генерала от инфантерии М. Я. Ольшевского, Полтинин, получив в одной из экспедиций против закубанских черкесов (1 октября 1844 г.) тяжёлое ранение («пуля пробила ему грудь»), ― «по крепости своего организма он не только пережил и эту тяжёлую рану, но через две недели был на ногах и по-прежнему с раннего утра начинал закусывать».
По отзыву современников, Полтинин пользовался большой боевой репутацией в кавказских войсках. Однако, «несмотря на свою отчаянную храбрость», некоторые его современники (М. Я. Ольшевский, А. М. Дондуков-Корсаков) указывают на недостаток его распорядительности. Навагинский полк, которым длительное время командовал Полтинин, «не слыл» на Кавказе боевыми отличиями. Единственной тому причиной, по отзыву М. Я. Ольшевского, были частые неудачи, по сравнению с другими полками. Когда Полтинин был переведён в 20-ю пехотную дивизию бригадным командиром, он продолжал оказывать поддержку Навагинскому полку.
По отзыву сослуживцев Полтинина, непосредственно тех, кто имел с ним знакомство, ― он был весёлым, общительным, добродушным и вместе с тем прямым человеком. Как писал генерал от кавалерии А. М. Дондуков-Корсаков, ― «его все любили и нельзя было не смеяться его шутливым и иногда весьма оригинальным выходкам». Декабрист А. П. Беляев о нём писал: «Это был весёлый, очень оригинальный добряк и несколько чудак; он очень любил поговорки и особенно в рифмах, которые слагал без разбора».
На его отделанной серебром «азиатской» шашке была вырезанная сочинённая им надпись:
Тверской дворянин

Михаил Петрович Полтинин

Пять раз ранен, три раза контужен,

Никогда не сконфужен.
То же он любил и периодически приговаривать.
Вообще, Полтинин был известен на Кавказе как своей «замечательной храбростью» и стойким перенесением своих многочисленных ранений, так и своим гостеприимством. Он часто любил приглашать к себе гостей, угощать их и устраивать танцы. По словам А. П. Беляева, ― «у него всегда было очень весело». Вместе с тем, он был «предан страсти выпить», что, впрочем, как отмечал А. М. Дондуков-Корсаков, ― «не мешало ему сохранять должное хладнокровие в боях». Так же М. Я. Ольшевский про Полтинина писал: «Он всегда одет щеголем; носит бельё чистое и тонкое, ездит если не на бойкой, то красивой лошади с наборной уздечкой».

| - орден Св. Владимира 4-й степени с бантом (1824) - орден Св. Георгия 4-й степени (1830) - орден Св. Анны 2-й степени с императорской короной (1834) - золотая полусабля «За храбрость» (1838) - орден Св. Владимира 3-й степени (1839) - Знак отличия за 20 лет беспорочной службы (1839) - орден Св. Станислава 1-й степени (1843) - орден Св. Анны 1-й степени (1845) - императорская корона к ордену Св. Анны 1-й ст. (1847) - орден Св. Владимира 2-й степени (1848) - Знак отличия за 35 лет беспорочной службы (1853) - орден Белого орла (1858) - Знак отличия за 40 лет беспорочной службы (1858) | - прапорщик (08.08.1814) - подпоручик (1816) - поручик (1820) - штабс-капитан (1821) - капитан (1824) - майор (1829) - подполковник (1831) - полковник (1836) - генерал-майор (13.05.1841) - генерал-лейтенант (06.12.1851) |